# Botanophila monoconica
Botanophila monoconica är en tvåvingeart som beskrevs av Chen och Fan 1995. Botanophila monoconica ingår i släktet Botanophila och familjen blomsterflugor.
Artens utbredningsområde är Qinghai (Kina). Inga underarter finns listade i Catalogue of Life.